# Veronica anagallis-aquatica subsp. anagallis-aquatica
Veronica anagallis-aquatica subsp. anagallis-aquatica é uma subespécie de planta com flor pertencente à família Scrophulariaceae. 
A autoridade científica da subespécie é L., tendo sido publicada em Sp. Pl. 12 (1753).
Os seus nomes comuns são morrião-da-água, verónica, verónica-brava ou verónicas.

## Portugal
Trata-se de uma subespécie presente no território português, nomeadamente em Portugal Continental e no Arquipélago da Madeira.
Em termos de naturalidade é nativa das duas regiões atrás indicadas.

## Protecção
Não se encontra protegida por legislação portuguesa ou da Comunidade Europeia.